# 一戸インターチェンジ
一戸インターチェンジ（いちのへインターチェンジ）は、岩手県二戸郡一戸町にある八戸自動車道のインターチェンジである。

## 歴史
- 1986年（昭和61年）11月27日 : 一戸IC - 八戸IC開通に伴い、供用開始。
- 1989年（平成元年）9月7日 : 安代JCT - 一戸IC開通。

## 道路

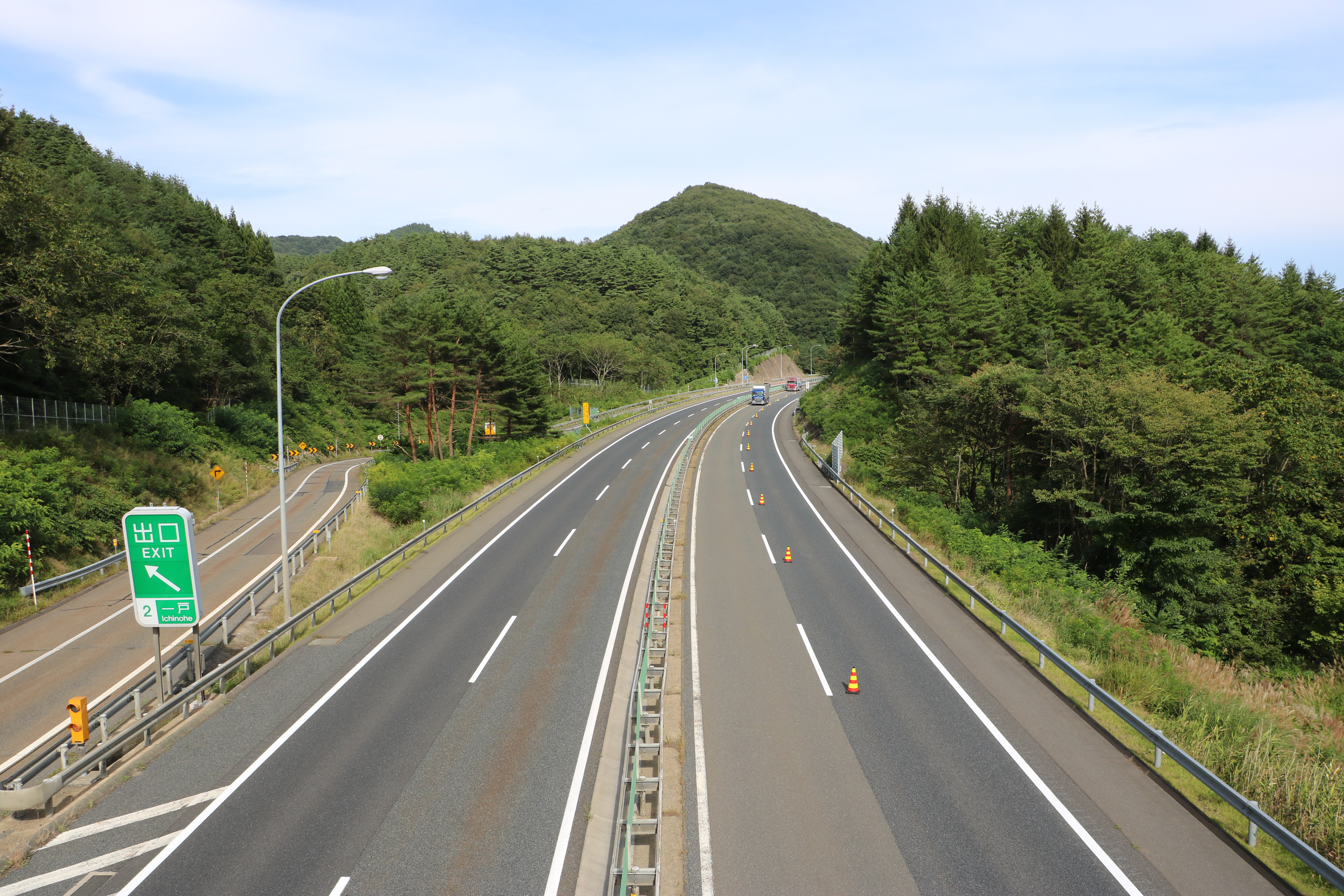
一戸インターチェンジ付近の橋上より八戸市方面を望む。2022年9月撮影。

### 本線
- E4A 八戸自動車道（2番）

### 接続する道路
- 直接接続
  - 国道4号一戸バイパス
- 間接接続
  - 岩手県道5号一戸山形線（国道4号経由）

※八戸方面からの上り線には「国道4号接続インター」のオレンジ色の補助標識が設置されている。
※国道4号を経由して二戸市街への最寄りインターチェンジとなることから、本線上の当IC案内標識は上下線共に「一戸・二戸」と表記されている。また県境を越えて青森県三戸郡三戸町にも近い。
※当町から盛岡市への移動に際しては、八幡平市安代経由で遠回りになるため使われづらい。

## 料金所
- ブース数：4

### 入口
- ブース数：2
  - ETC専用：1
  - 一般：1

### 出口
- ブース数：2
  - ETC専用：1
  - 一般：1

## 主な施設
- 岩手県警察高速道路交通警察隊一戸分駐隊（近隣の一戸字越田橋地区に隊員官舎設置）。

## 周辺
- 岩手県立一戸高等学校
- 浪打峠（浪打峠の交叉層）

## 隣
E4A 八戸自動車道
(1) 浄法寺IC - 二戸PA - (2) 一戸IC - (3) 九戸IC

## 形状
ランプウェイは準直結Y型である。